# Долматов-Карпов, Борис Иванович
Борис Иванович Долматов-Карпов — московский дворянин и боярин в Смутное время и во времена правления Михаила Фёдоровича.
Из дворянского рода Долматовы-Карповы, ветвь Карповы, Рюриковичи. Сын Ивана Долматовича. Имел брата окольничего Льва Ивановича.

## Биография
В 1589 году за близость к семейству Романовых, служивший по Костроме без оклада выборный сын боярский Борис Иванович, вместе с дворянами Шестово, и в частности с мужем Ксении Ивановны Шестово — бояриным Фёдором Никитичем Романовым был подвергнут опале, разжалован из стряпчих. С падением Годуновых ему удалось восстановить свои позиции при царском дворе.
В мае 1606 года, на свадьбе Лжедмитрия I и Марины Юрьевны Мнишек восемнадцатый в свадебном поезде. В 1607 году упомянут московским дворянином, в этом же чине записан в боярском списке 1611 года. В 1626 году показан в боярах. В феврале 1626 года на свадьбе царя Михаила Фёдоровича и Евдокии Лукьяновны Стрешневой первый для бережения у сенника и у постели новобрачных.

## Критика
Борис Иванович упоминается бояриным только в родословной книге М. Г. Спиридова. По другим источникам, а в частности родословной книге из собрания М. А. Оболенского с данным титулом не записан, хотя его брат Лев Иванович и сын Фёдор Борисович упомянуты окольничим и бояриным соответственно. В интернете, с ссылкой на биографический словарь, имеются данные, что боярин Борис Иванович умер на службе в 1660 году и на нём пресёкся род, но это касается его сына боярина Фёдора Борисович (ум. 1660), на момент смерти Борису Ивановичу было бы не менее 85 лет, что очень много для этого времени.